# Serra del Bagissot
La Serra del Bagissot és una serra situada al municipi de Santa Coloma de Farners a la comarca de la Selva, amb una elevació màxima de 641 metres.